# Urbanus proteus
Urbanus proteus (também conhecida como lagarta das folhas ou cabeça-de-fósforo) é uma espécie de borboleta que pertence ao gênero Urbanus, bastante comum em todo o continente americano, dos Estados Unidos à América do Sul.
Tem um ciclo vital de um mês de duração, no qual metade refere-se à fase larval.
A U. proteus pode ser considerada uma praga para algumas espécies vegetais, sendo sua lagarta facilmente reconhecidas pela presença de três linhas longitudinais no corpo e uma grande cabeça em forma de cápsula, de cor escura; já os adultos são reconhecidos pelo prolongamento em forma de cauda na asa posterior, além de reflexos azulados nas asas posteriores, que se destacam assim como as várias manchas brancas, translúcidas e quadriculadas, sobre a coloração marrom.

## Habitat e ocorrência
É uma espécie neártica e neotropical (climas temperado e tropical); é encontrada desde a Argentina, na América do Sul, passando pela América Central até a parte sul dos Estados Unidos (em estados como Texas e Flórida), no verão entretanto pode ser encontrada em estados mais ao norte, como Nova York (onde não sobrevivem muito tempo em razão do clima frio).
Assim pode-se dizer que tem hábitos suburbanos, de baixa altitude, sendo encontrada em ambientes de savana ou pastagens, chaparral e florestas.

## Descrição
As fêmeas colocam aproximadamente vinte ovos, na página inferior das folhas, ocorrendo de duas a três posturas por ano. Um a seis ovos são colocados por folha, formando pequenos grupos. Cada ovo é esférico, com diâmetro de cerca de 1 mm, possui inicialmente a cor branca que com o tempo se torna amarelado, eclodindo após cerca de seis dias da postura.

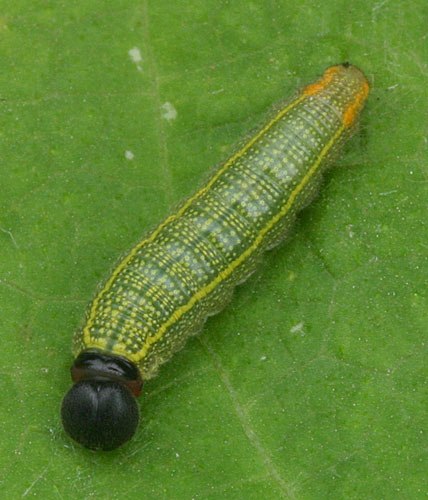
Lagarta-cabeça-de-fósforo.

Com cinco ínstares, o ciclo de vida dura em torno de trinta dias; as larvas são esverdeadas com faixas laterais amarelas e uma faixa estreita marrom no dorso, além de ter o corpo salpicado de manchas pretas; A cabeça bastante desenvolvida é de cor escura, em tom marrom-avermelhado; com duas a três semanas de vida a lagarta forma a pupa. Esta é construída com pedaços de folhas e fios de seda.

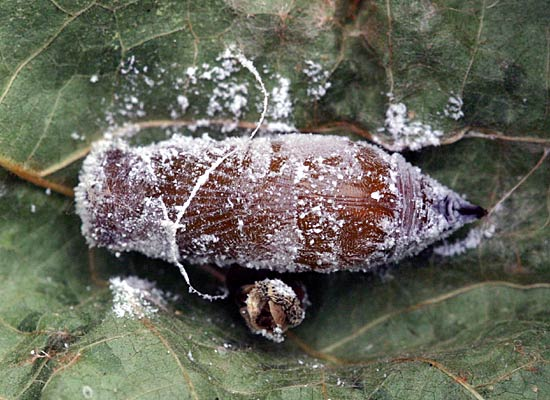
A pupa (feita de fios de seda e pedaços de folha) com a cobertura de pó ceroso esbranquiçado.

A fase pupal dura de uma a três semanas, e mede cerca de 20 mm; sua cor inicial é esverdeada até tornar-se marrom, coberta com secreção cerosa alva. Para abrigar-se nesta fase ela dobra uma folha a partir das margens, formando uma câmara da qual saem eventualmente para se alimentar.
Durante esta fase a lagarta pode ser atacada por alguns parasitas, que servem ao controle natural da espécie, a exemplo do Apanteles sp. e do Winthemia sp..

### Fase adulta

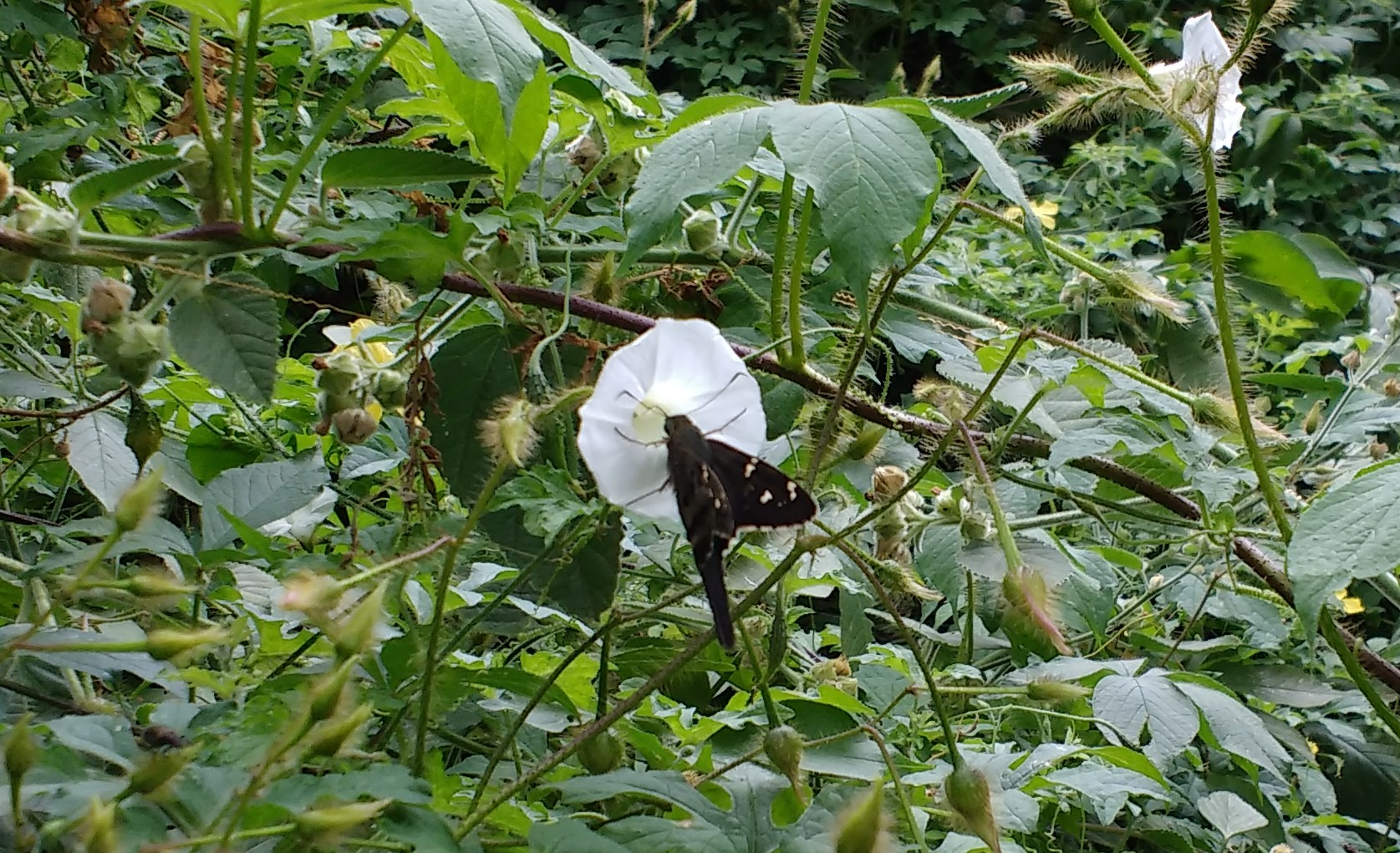
Adulto alimentando-se de néctar.

Os adultos, que possuem envergadura de 4 a 6 cm, alimentam-se de néctar e os machos localizam as fêmeas graças aos feromônios que esta emitem.
As asas são de cor predominante marrom na face inferior; a face superior possui iridescência azulada na base posterior; as asas posteriores terminam em um prolongamento e apresentam manchas brancas na porção anterior, em formato quadrangular.
Apresentam a presença de pelos ao longo do corpo, com tufos maiores na base de suas antenas, que possuem a ponta curva.
São pouco tolerantes ao clima frio e a grandes altitudes, realizando migrações conforme as estações do ano, ocorrendo durante todo o ano.
O acasalamento ocorre na primavera em locais de clima definido; os machos percebem as fêmeas por meio do olfato, quando então se posicionam em posição de espera na folhagem a uma altura de um a dois metros a partir do chão e aguardam a passagem das fêmeas; eles então realizam uma dança de acasalamento que se dá numa espiral ascendente até que, finalmente, caem ao chão onde se acasalam. Em razão deste comportamento dá-se a localização por meio olfativo, visual e tátil.

## Impacto agrícola
A "lagarta-cabeça-de-fósforo" ataca espécies vegetais como Glycine max, Phaseolus sp., Amphicarpa bracteata, Desmodium sp., Clitoria sp. e Wisteria sp., das quais se alimentam das folhas em todas as fases de desenvolvimento da planta. Em culturas como o feijão, entretanto, ela raramente ocorre em população suficiente para causar impacto econômico significativo. O impacto decorre do desfolhamento com a alimentação das larvas, bem como pelo enrolamento das folhas quando estas entram na fase de pupa.
Em razão do impacto pode ser considerada uma praga e o controle pode ser feito por meio biológico (com predadores naturais como percevejos Pentatomidae, moscas Tachinidae e vespas Polistes ou com o vírus de poliedrose nuclear) ou químico.